# Ралф Рангник
Ралф Рангник (на немски: Ralf Rangnick) е германски футболист и треньор, роден на 29 юни 1958 г. в Бакнанг.

## Кариера
Треньор на РБ Лайпциг в два периода между 2015 и 2019 година. През 2021 година е спортен мениджър в Локомотив Москва.
На 29 ноември 2021 г. е назначен за треньор на английския гранд Манчестър Юнайтед.
Мениджър на националния отбор на Австрия от края на май 2022 г.